# Liste der Vertriebenendenkmale in Rheinland-Pfalz
Diese Liste der Vertriebenendenkmale in Rheinland-Pfalz verzeichnet die Vertriebenendenkmale in Rheinland-Pfalz.

## Liste
| Bild | Ort                                        | Lage                                                                        | Jahr           | Beschreibung |
| ---- | ------------------------------------------ | --------------------------------------------------------------------------- | -------------- | --- |
| 0    | Altenkirchen (Westerwald)                  | Schlossplatz 50° 41′ 15,3″ N, 7° 38′ 46,7″ O                                | 0              | Gedenkstein vom Bund der Vertriebenen, Entfernungstafel: „Königsberg 950 km, Danzig 830 km, Stettin 550 km, Breslau 640 km, Eger 350 km.“ |
| 0    | Alzey                                      | 0                                                                           | 1990           | Gedenkstein: „Im Gedenken an die Umsiedlung aus Rumänien 1940–1990. Landsmannschaft Rheinland-Pfalz-Saar Buchenlanddeutsche.“ |
| 0    | Annweiler                                  | 0                                                                           | 0              | Ostpreußenbrunnen |
| 0    | Asbach (Westerwald)                        | 0                                                                           | 2011           | Gedenkstein: „Wir gedenken auch der Kriegstoten unserer Mitbürger, die aus dem alten Ostdeutschland und aus dem Sudetenland zu uns gekommen sind.“ |
| 0    | Bad Ems                                    | beim Gefallenendenkmal 50° 19′ 54,3″ N, 7° 43′ 5,6″ O                       | 0              | Gedenkstein beim Gefallenendenkmal |
| 0    | Bad Kreuznach                              | Gelände der Kreisverwaltung                                                 | 1983           | Ostland Mahnmal |
| 0    | Bad Neuenahr-Ahrweiler                     | 0                                                                           | 1953           | Gedenkkreuz |
|      | Bassenheim                                 | Walpot-Platz 50° 21′ 37,3″ N, 7° 27′ 34,7″ O                                | 1989           | „Siegfried Walpot von Bassenheim 1370–1396 Komtur des Deutschen Ordens.“ – „Dem Vater des Masurenstädtchens Passenheim.“ Pasym |
| 0    | Bingen am Rhein                            | Friedhof                                                                    | 0              | Gedenkkreuz auf dem Friedhof: „Den Toten der Heimat im Osten.“ |
| 0    | Cochem                                     | 0                                                                           | 0              | Gedenkstätte auf dem Friedhof, Skulptur der weinenden Frau: „Den Toten der ostdeutschen Heimat.“ 4 Gedenksteine: Ostpreußen, Westpreußen – Danzig, Pommern – Posen, Schlesien – Auslandsdeutsche. |
| 0    | Cochem                                     | 0                                                                           | 0              | #Gedenkstein bei der Moselbrücke: „Das ganze Deutschland vereinigt soll es sein.“ |
| 0    | Frankenthal (Pfalz)                        | 0                                                                           | 0              | Gedenkstein auf dem Hauptfriedhof (1987): „Segentau. Im Gedenken an alle Verstorbenen, Gefallenen, Vermißten, Verschleppten.“ Șagu |
| 0    | Frankenthal                                | Friedhof in der Wormser Straße                                              | Pfingsten 1993 | Ostpreußenbrunnen |
| 0    | Annweiler                                  | 0                                                                           | 0              | Gedenkstein: „Wir gedenken Marienfeld Banat/Rumänien, Lage 45° 50' nördl. Breite 20° 32' östl. Länge.“ – „O Heimat, deutschen Schweißes stolze Blüte. Du Zeugin mancher herben Väternot. Wir segnen dich auf daß dich Gott behüte. Adam Müller – Guttenbrunn.“ – „Wir gedenken aller Toten in der Heimaterde und derer, die in Kriegen und Nachkriegswirren sterben mussten.“ Teremia Mare |
| 0    | Friedelsheim                               | 0                                                                           | Friedhof       | Gedenkkreuz auf dem Friedhof |
| 0    | Gönnheim                                   | 0                                                                           | 0              | Gedenkkreuz auf dem Friedelsheim |
| 0    | Höhr-Grenzhausen                           | Friedhof                                                                    | 1956           | Gedenkstätte mit Kreuz und Wappen von Ostpreußen, Westpreußen, Pommern, Brandenburg, Schlesien und dem Sudetenland (1956). |
| 0    | Höhr-Grenzhausen                           | Westfriedhof in Grenzhausen                                                 | 0              | Gedenkstein mit Wappen von Ostpreußen, Westpreußen, Pommern, Brandenburg, Schlesien und dem Sudetenland |
| 0    | Kaiserslautern                             | Auf dem Seß                                                                 | 1988           | Eichendorff-Denkmal |
| 0    | Kaiserslautern                             | Grünfläche vor dem Hauptfriedhof, Ecke Mannheimer Straße/Donnerbergerstraße | 1983           | Gedenkstein mit Wappen von Ostpreußen, Danzig, Westpreußen, Pommern, Brandenburg, Schlesien, Oberschlesien und Sudetenland |
| 0    | Koblenz                                    | Hauptfriedhof                                                               | 0              | Mahnmal mit Hochkreuz: „Den Toten im deutschen Osten.“ |
| 0    | Kriegsfeld                                 | Kirchheimbolander Straße                                                    | 2000           | Gedenkstein Torschau |
|      | Landau in der Pfalz                        | Hindenburgstraße neben dem Tiergarten 49° 12′ 14,2″ N, 8° 6′ 41,6″ O        | 1952/1980)     | Gedenkstein der Donaudeutschen |
| 0    | Landau in der Pfalz                        | Neubaugebiet                                                                | 1945           | Wappenstein 1945 (Ostpreußen, Pommern, Schlesien, Sudetenlan |
|      | Mainz                                      | Fischtorplatz 49° 59′ 59,6″ N, 8° 16′ 42,2″ O                               | 1961           | Mahnmal der Deutschen Einheit (Mainz), Gedenkstein zur Teilung Deutschlands, Namen von 50 ost- und mitteldeutschen Städten |
| 0    | Montabaur                                  | Friedhof an der Straße Auf dem Kalk                                         | 0              | Kruzifix auf dem Friedhof an der Straße Auf dem Kalk |
| 0    | Nassau (Lahn)                              | Friedhof 50° 19′ 0,3″ N, 7° 47′ 48,9″ O                                     | 0              | Gedenkstein für Lüben |
| 0    | Schifferstadt                              | Waldfriedhof                                                                | 1963           | Gedenkstein: „Zum Gedenken an unsere Ahnen, Toten und Vermißten der Weltkriege 1914–1918, 1939–1945 sowie den Opfern der Vertreibungsmaßnahmen nach 1945. Die Überlebenden der Gemeinde Batschsentiwan, Prigrevica Sv. Ivan, Batschka, Jugoslawien.“ |
| 0    | Schifferstadt                              | Haupteingang des Waldfriedhofs                                              | 0              | Gedenkkreuz |
| 0    | Sobernheim                                 | Friedhof                                                                    | 1951           | Gedenkstein auf dem Friedhof (Kreuz 1951) |
| 0    | Speyer                                     | Friedhof                                                                    | 1986           | Gedenkstein: „Gedenkstätte der Donaudeutschen, Ost-Westpreußen + Danziger, Pommern, Schlesier, Sudetendeutschen.“ |
| 0    | Speyer                                     | am Haus Pannonia                                                            | 1995           | Gedenkstätte am Haus Pannonia: „Nicht zur Vergeltung sind wir entronnen, nicht zu vergessen ist unsere Pflicht. Leidens- und Vernichtungsstätten der Donauschwaben von 1944-1956. Verhungert, erfroren, ermordet.“ – „Zum Gedenken der Opfer durch Flucht, Vertreibung und Verschleppung der in Arbeits- und Vernichtungslagern Umgekommenen sowie der im Krieg Gefallenen und Vermißten. Stellvertretend für 130.000 Tote. Abt Adalbert von Neipperg OSB, Abtei Neuburg/Neckar, geboren 31.3.1890 in Meran, ermordet 23.12.1948 in Vrsac/Werschetz. D. Dr. Philipp Popp, Bischof d. deutschen evang. Kirche in Jugosl. Geboren 20.3.1893 in Beschania, hingerichtet 30.6.1945 in Zagreb/Agram.“ |
| 0    | Trier                                      | Rathausplatz                                                                | 1965           | Heimatbrunnen auf dem Rathausplatz: „Einigkeit und Recht und Freiheit. Breslau, Gleiwitz, Stettin, Königsberg, Eger, Marienburg.“ |
| 0    | Weidenthal                                 | Friedhof                                                                    | 1954           | Gedenkstätte auf dem Friedhof |
|      | Westerburg                                 | Außerhalb des Ortes am Katzenstein 50° 33′ 50″ N, 7° 58′ 59,4″ O            | 0              | Mahnmal der Heimatvertriebenen in Form eines Ostlandkreuzes auf dem Katzenstein, weit sichtbar oberhalb der Stadt. |
| 0    | Wittlich                                   | Friedhof in der Burgstraße                                                  | 1951           | Ostlandkreuz |
| 0    | Zweibrücken 49° 15′ 5,9″ N, 7° 22′ 15,3″ O | Rosengarten Zweibrücken                                                     | 1990           | Gedenkstein: „Unvergessener deutscher Osten. Ostpreußen, Westpreußen, Pommern, Niederschlesien, Oberschlesien, Sudetenland. Bund der Vertriebenen Vereinigte Landsmannschaften Kreisverband Zweibrücken.“ |